# Jorge Jojoa
Jorge Jojoa Torres (Algeciras, Huila, 7 de julio de 1944) es un pintor colombiano conocido por su obra costumbrista centrada en el tema del paisaje.

## Trayectoria
A lo largo de su carrera, se ha especializado en el género del paisaje de Colombia, especialmente en el realismo y el costumbrismo, representando de manera vibrante las tradiciones y escenarios del país.
Desde joven mostró interés por el arte, iniciando su formación autodidacta a la edad de 11 años. A lo largo de los años, desarrolló su talento en diversas técnicas, siendo la acuarela y el óleo las más comunes en su obra. Su estilo pictórico refleja la esencia de los paisajes naturales y rurales de Colombia, siendo un testigo visual del entorno campesino y montañoso de su región natal, Huila.
Jojoa ha expuesto y sido reconocido a nivel local e internacionalmente, por su contribución al arte colombiano. Ha recibido premios y homenajes por su trayectoria artística, y se le considera un embajador del paisaje colombiano.